# Parrocchia di Iberville
La parrocchia di Iberville (in inglese Iberville Parish) è una parrocchia dello Stato della Louisiana, negli Stati Uniti. La popolazione al censimento del 2000 era di 33 320 abitanti. Il capoluogo è Plaquemine.

## Geografia
La parrocchia si trova nel centro-sud dello Stato. Il territorio è prevalentemente rurale, abitato più densamente solo nella parte occidentale dove passa il Mississippi.

### Parrocchie confinanti
- Parrocchia di Pointe Coupee - nord
- Parrocchia di West Baton Rouge - nord
- Parrocchia di East Baton Rouge - nord-est
- Parrocchia di Ascension - est
- Parrocchia di Assumption - sud-est
- Parrocchia di Iberia - sud-ovest
- Parrocchia di St. Martin - ovest

## Storia
La parrocchia fu creata nel 1805 e deve il suo nome a Pierre Le Moyne d'Iberville, esploratore francese che visitò il territorio nel 1699.

## Comuni[6]
- Bayou Goula - cdp
- Crescent - cdp
- Dorseyville - cdp
- Grosse Tete - village
- Maringouin - town
- Plaquemine (capoluogo) - city
- Rosedale - village
- St. Gabriel - city
- White Castle - town